# A.I.
『A.I.』（エー・アイ、A.I. Artificial Intelligence）は、2001年のアメリカのSF映画。

## ストーリー
地球温暖化が進んで一部の海に近い土地が沈み、妊娠・出産に厳しい許可制度がしかれ、人間の代わりに多くの資源を必要としないロボットが活躍する近未来。その時代に人間と同じ愛情を持つ少年型ロボットとして開発されたデイビッドは、彼を製作したロボット製造会社の社員、ヘンリーとその妻モニカの元へ試験的に送られる。夫妻には不治の病を持つ息子のマーティンが居たが、現在は冷凍保存で眠っていて、治療のめどが立たないことから目覚める日が来る保証もなく、実質的に子供がいないのと同じだった。
自分を起動させたモニカを永遠に愛するようプログラムされたデイビッドだったが、マーティンが奇跡的に病を克服して目を覚まし、退院して家に戻って来てしまう。モニカはデイビッドよりもマーティンの方に愛情を注ぐようになった。ある日マーティンとデイビッドが遊んでいる最中マーティンの生命に関わる事故が発生し、デイビッドは森に捨てられる。
デイビッドは、再び母に愛されることを目的に友達の玩具型ロボットのテディ、森で出会ったセックス・ロボットのジゴロ・ジョーとともに旅をする。途中でロボットを破壊して楽しむショーの見世物にされかけるなど様々なトラブルに遭いながらも、モニカを愛するようにプログラムされたデイビッドはただひたすらにその愛を求めて旅を続ける。『ピノキオ』に出てくるブルーフェアリーを信じ、自分もピノキオと同じように人間にしてもらえると夢を抱き、最後は海の中に朽ち果てた遊園地とブルーフェアリーの銅像を見つける。彼はそこで意識を失うその瞬間まで「僕を人間の男の子にして」とブルーフェアリーに望み続けた。
それから2000年が経ち地球は厚い氷に覆われ、人類は絶滅していた。海底で機能停止していたデイビッドは、より進化したロボットたちに回収され、再起動される。人間と接した貴重な記憶を持つデイビッドは彼らに歓迎され、願いを1つ叶えてもらえることになる。彼はモニカと過ごす事を望んだ。技術が発達しているその世界ではクローン技術も進歩していたが、再生されたクローンは長く生きられないため、たった1日しか一緒にいられないことを告げられる。それでも希望を捨てないデイビッドの願いを尊重したロボットたちは彼の願いに応え、デイビッドは母の愛にあふれた暖かな1日を過ごし、最後は人間と同じように眠るのだった。

## 登場人物
デイビッド：ハーレイ・ジョエル・オスメント
この物語の主人公。人間と同じ愛情を持つ少年型ロボットとして造られた。
モニカによって彼女を母として愛するようプログラムされていたが、彼女の実の息子であるマーティンが不治の病から回復、ともに暮らすようになる。夏にマーティンの誕生会のプールで友達から痛覚反応する機能を試されて驚きのあまりにマーティンを溺れさせたり、寝室でモニカの髪を切ってしまった事により、彼女によってテディと共に森に捨てられる。その後、放浪中に出会ったセックス・ロボットのジゴロ・ジョーと共に旅を続ける。警察のヘリコプター（？）を奪取し、自分を造った会社に向かいホビー教授と会うが、自身と同じタイプのロボットが無数にある事に驚き、絶望する。その後、海底で願いが叶うと云われる「ブルー・フェアリー」を発見、彼女に人間にしてもらうようにお願いしながら海底で機能を停止する。
それから2000年後に人類再生の為のロボットにより再起動された彼は、クローンとして復活したモニカと共に最後の1日を楽しみ、共に眠りに落ちた。
尚、飲食が出来ないにもかかわらず、食事をしようと試みたことがある（それが元で修理する羽目になった）。彼自身の製造年月日や誕生日、年齢は不明。スウィントン家に来た時点ではまだ幼い年齢らしい。物静かでおとなしく、純粋で永遠性の高い子供らしさを持つ。モニカに愛情をプログラムされた後は性格が感情的になった。ホビー教授とは親しい関係。元々はホビー教授が実の息子デイビッドを失ったことにより、人間のような感情を持つ、より人間に近いロボット研究開発に携わるようになった経緯がある。マーティンより少し背が高い体格に設計されている。最初に初めて見たものは鳥(クジャクらしきものだったが、実はそれは彼が作られた企業のビルにある、後光がさした男性の鉄像だった)。見たものを正確に絵で描く事ができる能力を持ち、その能力でマーティンや自身の冒険を絵にして2000年後のクローンのモニカに披露した。
ジゴロ・ジョー：ジュード・ロウ
もう一人の主人公で女性を悦ばせる男性型セックス・ロボットとして造られた。
客の一人が他殺体で発見され、その事件の容疑者として警察に追われる身となる。逃亡の為に胸部の営業許可証を手首の内側に内蔵したナイフで切除したことにより未登録のロボットと誤解される。森で出会ったデイビッドと共にショーの見世物として連れ去られてしまうが、無事に脱出する。だが警察に連れ去られ、「僕は生きた、そして消える！」とデイビッドに言い残した。その後の去就は描かれていない。髪型や人相を自由に変えたり、首を横にクラッキングすることでジャズなどの曲を流し、相手が望む雰囲気を作ることができる。気分が良いときなどで突然ダンスをする癖を持つ。
テディ：ジャック・エンジェル
高度な知能を持つ熊型のペットロボット。元々はマーティン・スウィントンのものだった。マーティンが冷凍睡眠中の間、モニカがデイビッドに見せるために、彼が起動するまでは電源を切られた状態だった。病が完治してテディと再会したマーティンはスウィントン家に来た最新の少年型ロボットであるデイビッドとテディを比較し「以前は最新の高度な知能を持った玩具ロボットだったが、今ではオンボロだ」と、デイビッドに譲る。その後はデイビッドの友達となった。デイビッドと共に旅を続け、最後まで彼の傍に居続けた相棒である。デイビッドがモニカからの永遠の愛を得るため、デイビッドが寝室で切り落としたモニカの髪をベッドの下で入手し、2000年の年月が経過しても枯れさせずにふところで隠し持ち続けた。2000年後、ロボットたちがデイビッドの願いを叶える為のクローン技術にその髪を役立てた。自分で破れた箇所を縫い直すこともできる。
ヘンリー・スウィントン：サム・ロバーズ
ロボット製作会社の社員。息子のマーティンの不治の病を嘆くモニカの為にデイビッドを家族として迎え入れることを提案する。デイビッドのことは一貫して代替品としかみなしておらず、彼が立て続けに問題を起こしてからは廃棄処分するように訴えた。
モニカ・スウィントン：フランセス・オコナー
ヘンリーの妻。マーティンが不治の病に陥ったことを深く悲しみ、ヘンリーにデイビッドを与えられた。最初は拒絶したものの次第に愛着が湧きデイビッドに自身を永遠に愛するようにプログラムする。デイビッドの修理に付きそう時には、彼の手を握りしめ見守り、実の息子のように愛し始めている自分に戸惑いながらも、確実にデイビッドへの愛情は増していっていた。しかし、病を克服し家に戻ってきたマーティンは母親を奪われた嫉妬心や敵対心などにより、デイビッドが家族のトラブルの種になるようにいやがらせをするようになる。結果として、彼女は夫に強制されるようにデイビッドを森に捨てざるを得なかった。2000年後にクローンとして復活した時には、寿命が一日だけだったが、夫とマーティンのいない世界で、デイビッドと一日を楽しむ。寿命が尽きる眠りにつく前の最後の言葉として、デイビッドに「I do love you . I’ve always loved you.」（本当にあなたを愛してる。ずっと前からいつも愛していたのよ。）と、内に秘めていた気持ちを吐露した。
マーティン・スウィントン：ジェイク・トーマス
スウィントン夫妻の息子。不治の病で冷凍冬眠していたが、奇跡的に回復する。母の愛を奪う存在としてデイビッドをライバル視して様々な嫌がらせ行い、彼が捨てられる原因となった。
ホビー教授：ウィリアム・ハート
デイビッドの生みの親。息子のデイビッドを失ったことから、愛情を持つ息子とそっくりな少年型ロボットを作成、デイビッドと名付ける。デイビッドを自身のロボット製造会社に勤めている部下の社員、ヘンリー・スウィントン夫妻に預けた。デイビッドが森に捨てられた時点から彼を監視する。森に捨てられた後デイビッドがモニカから聞いたおとぎ話のピノキオの話を信じ、ブルー・フェアリーにロボットの体から人間してもらい母と家族に愛されたいと願った事を知り、彼を完成度の高い本物の人間そのものだと評価する。デイビッドのほかに同じタイプのロボットを複数体を製造、所有している。（「DARLENE」と書かれた女の子型ロボット体や冒頭に出てきた女性型ロボットなど）
2000年後のロボットたち/スペシャリスト
人類が残した最新型のロボット集団。発達した高度な知能と最先端の技術力を持ち、物体や空間など操る。顔らしきものがなく、身長は2～3m近く。しなやかで細長く滑らかな体躯で、頭や胴体が銀色に光り輝いている。彼らが支配している2000年後の世界ではすでに人類は絶滅しており、作り主たる人間が築いた様々な文明・歴史に興味を持つ。「人間を見たことがある最後のロボット」であるデイビッドとテディをマンハッタンの海に水没した遊園地の廃墟で発見し、氷漬けになっていた二体を蘇らせた。再起動されたデイビッドの記憶を基にスウィントン邸宅を再現し、テディが保存していた髪の毛からモニカのクローンを製造する。が、スペシャリストたちがDNAで作り上げたクローン人間は僅か一日しか生きられず、それが人類再生産計画が失敗している要因の一つだった。たった一日であってもモニカと再会できることを希望し、受け入れたデイビッドは、バースデーケーキを作ったり隠れんぼをしたりしてモニカと楽しい一日を過ごし、そして迎えた夜、生まれて初めて人間と同様の眠りについた。スペシャリストの一人が冒頭から物語の終幕まで語り部として登場する。

## キャスト
| 役名                             | 俳優                           | 日本語吹き替え | 日本語吹き替え |
| 役名                             | 俳優                           | ソフト版 | TBS版 |
| -------------------------------- | ------------------------------ | --- | --- |
| デイビッド                       | ハーレイ・ジョエル・オスメント | 常盤祐貴 | 上村祐翔 |
| ジゴロ・ジョー                   | ジュード・ロウ                 | 大川透 | 成宮寛貴 |
| モニカ・スウィントン             | フランセス・オコナー           | 紗ゆり | 玉川砂記子 |
| ヘンリー・スウィントン           | サム・ロバーズ                 | 井上和彦 | 寺杣昌紀 |
| マーティン・スウィントン         | ジェイク・トーマス             | 村上想太 | 宮谷恵多 |
| アレン・ホビー教授               | ウィリアム・ハート             | 仲野裕 | 菅生隆之 |
| ジョンソン＝ジョンソン卿         | ブレンダン・グリーソン         | 岩崎ひろし | 池田勝 |
| テディの声                       | ジャック・エンジェル           | 大平透 | 銀河万丈 |
| Dr.ノウの声                      | ロビン・ウィリアムズ           | 小川真司 | 岩崎ひろし |
| スペシャリストの声               | ベン・キングスレー             | 青野武 | 稲垣隆史 |
| ブルー・メカ（青い髪の妖精）の声 | メリル・ストリープ             | 高島雅羅 | 堀越真己 |
| コメディアンの声                 | クリス・ロック                 | | |
| その他                           |                                | 幸田夏穂 坂東尚樹 井上倫宏 高山佳音里 木村雅史 井上文彦 後藤哲夫 森田順平 福田信昭 山像かおり 新垣樽助 石森達幸 浅野まゆみ 山下夏生 中村謙吾 有馬優人 高橋健太 内山昂輝 | 横堀悦夫 伊倉一恵 本田貴子 掛川裕彦 小形満 水野龍司 村治学 大家仁志 亀井芳子 佐々木睦 宮里駿 上野一舞 小坂明 関根直也 古澤龍之 浦山迅 渡辺英雄 武虎 朝倉栄介 勝杏里 堀江一眞 桐山ゆみ 深沢エミ |

- ソフト版吹き替え - VHS・DVD・BD収録
- TBS版吹き替え - 初回放送2005年1月12日『水曜プレミア』（20:00-22:54）※ノーカット放送

## スタッフ
- 製作：スティーヴン・スピルバーグ、キャスリーン・ケネディ、ボニー・カーティス
- 監督・脚本：スティーヴン・スピルバーグ
- プロダクション：アンブリン、スタンリー・キューブリック
- 原作：ブライアン・オールディス「スーパートイズ」（1969年発表）
- VFX：インダストリアル・ライト&マジック
- VFXスーパーバイザー：デニス・ミューレン
- クリーチャー・スーパーバイザー：スタン・ウィンストン
- 音楽：ジョン・ウィリアムズ

### 日本語版
| -              | ソフト版                          | TBS版        |
| -------------- | --------------------------------- | ------------ |
| プロデューサー | 尾谷アイコ                        | 岡田裕克     |
| 演出           | 清水洋史                          | 木村絵理子   |
| 翻訳           | 藤澤睦実                          | 岸田恵子     |
| 編集           | オムニバス・ジャパン              | N/A          |
| 録音           | 田中和成                          | N/A          |
| 調整           | N/A                               | 金谷和美     |
| 制作担当       | N/A                               | 梅原潤一     |
| 制作           | ワーナー・ホーム・ビデオ 東北新社 | 東北新社 TBS |

## 作品解説
最終盤に登場する半透明・人型のキャラクター（クレジットには「スペシャリスト（専門家）」と表記）を宇宙人と誤解している評論も見かけるが、メイキング映像によるとあのキャラクターは、絶滅した人類の遺物であるロボット＝デイビッドよりはるかに高度に進歩したA.I.という説明がなされている。スピルバーグ曰く「アナログはいつか滅び、デジタルが生き残る。なぜならデジタルは劣化しないからだ」。

### 楽曲
「モニカのテーマ」と題されたエンディング曲でソプラノの歌声が聴ける。ヴォカリーズ（歌詞が無い）という形態はハリウッド映画の音楽では珍しいものである。ソロを担当したのはアメリカのソプラノ歌手バーバラ・ボニーである。ボニーが得意としていた役の一つに『ばらの騎士』（R.シュトラウス）のゾフィー役があるが、『ばらの騎士』のワルツ音楽も『A.I.』劇中で使用されている（下記）。R.シュトラウスは『2001年宇宙の旅』で知名度を上げた交響詩『ツァラトゥストラはかく語りき』の作曲者でもある。『ばらの騎士』の音楽を使うことはキューブリックの遺志だったが、どの場面で使うべきまでは伝わっておらず、最終的には音楽担当のジョン・ウィリアムズの独断でルージュ・シティに主人公達が入っていく場面で30秒間だけ使われた。

## 製作
元々はスタンリー・キューブリック監督の企画であったが彼が死去したため、スティーヴン・スピルバーグによって監督された。ただしクリスティアーヌ・キューブリックとスピルバーグ本人によると、キューブリックは元々監督をスピルバーグに任せ、自身は製作に回る予定だったとのこと。ただスピルバーグはキューブリックに監督を任せると言われた時、一度断っており、その際はキューブリック自身が監督することになっていた。
キューブリックは1970年代より原作となる『スーパートイズ』の映画化の計画を持っていたといわれ、1982年に正式に原作者から映画化に関する権利を取得した。
その後10年かけて脚本が執筆され、1990年代初頭には、後に『ジュラシック・パーク』で少年ティムを演じたジョゼフ・マゼロを起用してキューブリック自らテスト撮影を行ったが（これは関係者が認めている）、本撮影に入る前に話が消滅。この時点で既にキューブリックとスピルバーグはこの映画の制作に関する話し合いを複数回持っていたとされる。キューブリックは製作に時間をかける監督であることから人間の子役では成長してしまうため、デイビッドを実際にロボットで造るという案も出ていた。
1999年のキューブリックの死後、一度は企画が白紙になりかけるが、彼の遺族の強い希望でスピルバーグが製作を引き継ぎ、監督だけでなく自ら脚本を執筆することとなった。スピルバーグ自身はキューブリックの原案を変えたくなかったため、監督をする際キューブリックの遺志を尊重したという。

## 反響・評価
ほかのスピルバーグ監督作品とはかなり異質である。スピルバーグが「母親と息子」という構図を用いること自体非常に珍しい。この脚本はオリジナルとは百箇所近くも異なっている部分があるにもかかわらず、オリジナルにある根本的なものは全く揺らいでいないと、製作総指揮のヤン・ハーランは絶賛している。本国のアメリカでは興行的に失敗に終わったが、日本では興行収入96.3億円と大ヒットを飛ばして製作費を楽々と回収した。これはアメリカでは難解な哲学映画としてマーケティングされたのに対し、日本では「母とロボットの愛」として宣伝されたことに由来する。この結果を受け、スピルバーグは日本のマーケット的価値をより重視するようになる（スピルバーグ製作の『硫黄島』2部作もその流れの中にあると言える）。2001年のアカデミー賞では視覚効果賞、作曲賞にノミネートされたが、いずれも受賞は逃がしている。キューブリックのファンからは「ラストシーンはキューブリックなら海底に沈んで機能停止した時点で終わらせていた」と批判されているが、スピルバーグ曰く「スタンリーの草案では2000年後の世界を描く展開も用意されていたため、あのシーンこそ私が映像化しなければならなかった」と語った。

## エピソード
主演のハーレイ・ジョエル・オスメントの父親も出演していた。ただしハーレイとは別シーンでの出演で直接的な共演はなかった。